# Große Psalmenrolle

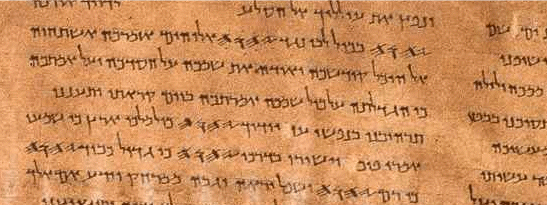
Detail der Psalmenrolle (Spalte 19) mit dem Gottesnamen in althebräischer Schrift – Zeilen 2 (2mal), 5, 6 (2 mal), 7

Die Große Psalmenrolle aus Höhle 11 nahe Qumran (11Q5 oder 11QPsa) ist eine Pergamentrolle, die etwa zwischen 30 und 50 n. Chr. beschrieben wurde. Sie enthält 40 biblische Psalmen sowie acht weitere Texte in hebräischer Sprache.
Die Rolle ist 4,253 Meter lang, unvollständig und besteht aus dunkelgelbem Leder. Der Gottesname JHWH ist in althebräischer Schrift geschrieben. Die Rolle und die ihr später zugeordneten Fragmente befinden sich heute im Israel-Museum in Jerusalem.

## Auffindung

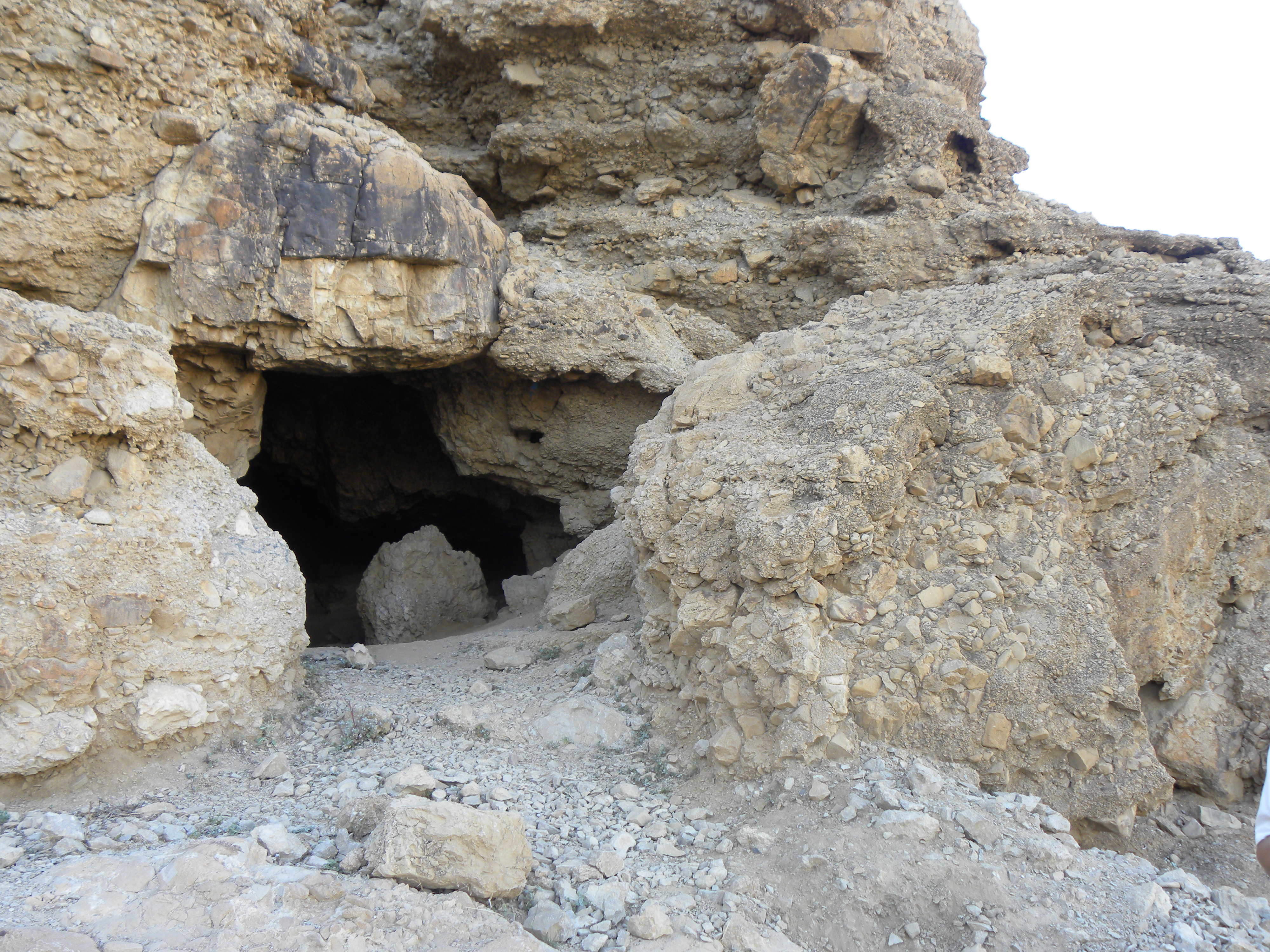
Höhle 11 war in der Antike mit einem Felsbrocken verschlossen worden, der erst 1956 entfernt wurde. Das erklärt den guten Erhaltungszustand der hier gefundenen Rollen

Anfang Februar 1956 fanden Beduinen die später bei der Edition von James A. Sanders 11QPsa benannte Rolle in Höhle 11. Dieser Fundort wird bestätigt durch vier Fragmente (A, B, C, D), die nachträglich bei einer wissenschaftlichen Grabung entdeckt wurden: gleiche Schreiberhand, gleiches Material, gleicher Inhalt. Die Beduinen übergaben die Rolle dem Palestine Archaeological Museum (Rockefeller Museum), wo sie bis 1961 ungeöffnet verblieb.
Unter Leitung von Sanders gelang im November 1961 die Öffnung und Entrollung. Zum Jahreswechsel 1961/62 wurde bekannt, dass es ein weiteres Fragment E gab, das sich im Besitz von Yigael Yadin befunden hatte. Damit konnte eine größere Lücke am Anfang der Rolle geschlossen werden.

## Erhaltungszustand
Die Rolle bestand aus 7 Lederbögen und hatte ursprünglich eine Länge von geschätzt 5,30 bis 5,60 m bei einer Höhe von etwa 26 cm. Erhalten ist ein zusammenhängender Streifen von 15–18 cm mit dem oberen Rand der Rolle, während der untere Teil völlig verrottet und damit verloren ist.
Wenn man nicht annehmen will, dass die an der Rolle festzustellenden Schäden auf die unsachgemäße Behandlung und Lagerung durch die Beduinen zurückgehen, bevor diese ihren Fund dem Museum übergaben, erklärt folgendes (wahrscheinlichere) Szenario den Zustand der Rolle:
- Die relativ eng gewickelte Rolle stand jahrhundertelang aufrecht in der Höhle. Allmählich zerstörte von unten kommende Feuchtigkeit das untere Drittel.
- Die Rolle verlor dadurch ihre Standfestigkeit und fiel um. Dabei rollte sich ein etwa 1,50 m langes Stück von der Rolle ab. Dieser abgewickelte erste Teil der Schriftrolle machte einen anderen Zerstörungsprozess durch als der noch zusammengerollte Teil. Bei letzterem schritt die Verrottung von der Auflagefläche am Boden aus nach innen fort.

## Inhalt

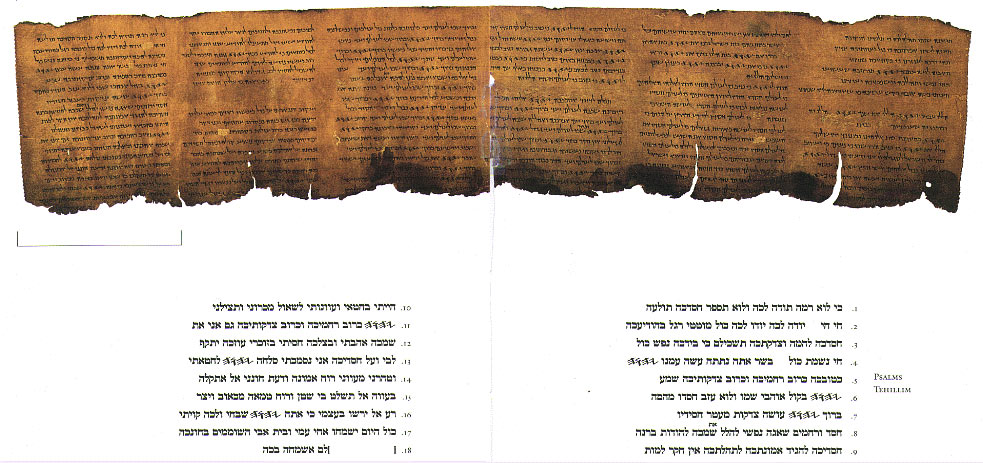
Große Psalmenrolle mit hebräischer Transkription von Spalte 16

Die Psalmen sind in einer anderen Reihenfolge als im masoretischen Text angeordnet:
Psalm 101 → Psalm 102 → Psalm 103 → Psalm 109 [110] → Psalm 118 → Psalm 104 → Psalm 147 → Psalm 105 → Psalm 146 → Psalm 148 [+ Psalm 120]→ Psalm 121 → Psalm 122 → Psalm 123 → Psalm 124 → Psalm 125 → Psalm  126 → Psalm 127 → Psalm 128 → Psalm 129 → Psalm 130 → Psalm 131 → Psalm 132 → Psalm 119 → Psalm 135 → Psalm 136 → Doxologie → Psalm 145 [mit zusätzlichem Kehrvers zwischen den einzelnen Versen] → Psalm 154 → Plea for Deliverance → Psalm 139 → Psalm 137 → Psalm 138 → Sir 51,13–30  → Apostrophe to Zion → Psalm 93 → Psalm 141 → Psalm 133 → Psalm 144 → Psalm 155 → Psalm 142 → Psalm 143 → Psalm 149 → Psalm 150 → Hymn to the Creator → 2 Sam 23,1–7  → David’s Compositions → Psalm 140 → Psalm 134 → Psalm 151A → Psalm 151B, leere Spalte.
11QPsa  enthält neue, bisher nicht bekannte Psalmen. Sie erhielten bei der Edition keine Nummern, sondern folgende englische Titel:
- Plea for Deliverance („Bitte um Erlösung“);
- Apostrophe to Zion („Anrufung Zions“);
- Hymn to the Creator („Hymne an den Schöpfer“);
- David’s Compositions („Kompositionen Davids“).

Apostrophe to Zion ist in anderen Qumran-Schriftrollen mit Psalmtexten überliefert: in 4Q88 und wahrscheinlich auch 11QPsb (Fragment 6).
Die Doxologie zwischen Psalm 136 und Psalm 145 ist ein in sich geschlossenes Dank- und Preisgebet, das aus Versen aus Psalm 136 und Psalm 118 zusammengestellt wurde.
Diese Anordnung stellt einige Fragen: War die Bildung des Buches der Psalmen in der heute gebräuchlichen Reihenfolge zu diesem Zeitpunkt schon abgeschlossen oder noch im Entstehen? Haben die Schreiber die kanonische Reihenfolge selbst verändert oder gab es sie zu diesem Zeitpunkt noch nicht?
Ulrich Dahmen vertritt dazu folgende These: „Von seiner Textform erweist sich 11QPsa als qumranisches Produkt, als eigenständig, einzigartig und insgesamt der MT-Textform nachgeordnet.“ Die Textform (zu unterscheiden vom Alter der konkreten Rolle) datiert er in die 2. Hälfte des 2. Jahrhunderts v. Chr. Es handle sich um eine „Zweckkomposition völlig losgelöst vom Psalter als Buch.“ Die Vermutung, dass die Qumran-Gemeinschaft diese Komposition liturgisch genutzt hat, „und mit ihr den davidischen Messias geradezu ‚herbeibeten‘ wollte“, sei weder beweisbar noch widerlegbar.
Dagegen meint Daniel Stökl Ben Ezra, dass zur Abfassungszeit der Rolle, in der Mitte des 1. Jahrhunderts n. Chr. weder die Diskussion, welche Dichtungen zum Buch der Psalmen gehörten, abgeschlossen gewesen sei noch der Inhalt und die Reihenfolge des letzten Teils des heutigen (biblischen) Psalmenbuchs fixiert gewesen seien.